# アイアンマン/XOマノワー
『アイアンマン/XOマノワー』（Iron Man / X-O Manowar in Heavy Metal）は、リアル・スポーツとリアルタイム・アソシエーションズが開発し、アクレイム・エンタテインメントにより発売された1996年のテレビゲームである。機種はプレイステーション、セガサターン、ゲームボーイ、ゲームギア、DOSである。
マーベル・コミックのアイアンマンとアクレイムコミックのX-Oマノワーによるクロスオーバー作品で、両ヒーローを操作して様々なヴィランを倒す横スクロール・アクションゲームである。 

## ストーリー
ストーリーはアニメーションではなくテキストによって表現される。
アイアンマンとX-Oマノワーは、コズミック・キューブを狙うスーパーヴィランのチームを阻止するために手を組む。

## ゲーム性
アイアンマンとX-Oマノワーはどちらもジャンプ、パンチ、レーザー光線の発射（アイコンを取ってアップグレードできる）、飛行ができる。各ミッションの始めには画面上にクリア条件が提示される。

## 批評家の反応
GameSpotでは10点満点中5.2点が与えられ、「グラフィックス、音、ゲームプレイ、あらゆる面が乏しい」、「もう6カ月の開発を要したのに急造されたように感じる。良質なアクション・スクロールを探している方は他のをやるべきだ。」と評された。IGNはPS版に対して10点満点中3点を与え、キャラクターを「交替できる」ことを評価し、「ただ退屈である。操作性が悪く、グラフィックスは2D横スクロールとしては十分だが、32ビット規格には達していない。」と結論付けた。

## メディア展開
このゲームを原作とした全2号のクロスオーバーコミックが発売された。